# Česká svatba
Česká svatba je prostonárodní mimický balet v deseti obrazech (dvou jednáních) českého skladatele Karla Bendla a libretisty Václava Judy Novotného na choreografii Augustina Bergera. Byl napsán v roce 1894 a premiéru měl v pražském Národním divadle 13. února 1895.

## Vznik
Roku 1891 přichystalo pražské Národní divadlo při příležitosti Jubilejní zemské výstavy balet na téma lidových tanců z Valašska Rákoš Rákoczy od tehdy ještě málo známého moravského skladatele Leoše Janáčka. Úspěch tohoto podniku přiměl vedení Národního divadla uvést nový balet – tentokrát s využitím lidových tanců z Čech – při příležitosti Národopisné výstavy roku 1895. Libreto baletu sepsal překladatel a operní libretista Václav Juda Novotný: popisuje různé svatební zvyklosti a zapracovává lidové tance na základě děl Karla Jaromíra Erbena, Františka Vladimíra Vykoukala a Alfreda Waldaua. Hudbu napsal – s využitím lidových melodií – skladatel Karel Bendl, choreografii zajistil nový baletní mistr Národního divadla Augustin Berger, který také sám tančil Ženicha.
Balet měl u obecenstva i kritiky poměrný úspěch a hrál se 15krát, naposledy 29. listopadu 1896. Vícekrát nebyl uveden. Podle muzikologa Johna Tyrrella je tato Bendlova paritura „skrznaskrz konvenční s pouze sporadickými názvuky lidové hudby“.
Karel Bendl se k baletnímu žánru částečně vrátil bezprostředně po dokončení České svatby, kdy přepracoval svou starší kantátu Švanda dudák na operu-balet (tj. operu s velkým podílem baletu). Zemřel však dříve, než se dočkal jejího provedení, totiž roku 1897. Česká svatba tak byla jeho poslední jevištní prací uvedenou za jeho života.
Libreto baletu bylo vydáno v Praze roku 1894. Klavírní výtah skladatele vydal Emilián Starý.

## Osoby a první obsazení
- Nevěsta – Enrichetta Grimaldiová
- Ženich – Augustin Berger
- Rodiče nevěsty – Adéla Volfová, Adolf Pštross
- Rodiče ženicha – Marie Pštrossová, Pravoslav Řada
- Tlampač – Jindřich Mošna
- První družička – Františka ze Schöpfů
- První družba – Alexander Schüsselbauer
- Králíček s malou družičkou (dětské role) – Šikl a Tonička Boukalová
- Ostatní družbové a družičky –Adéla Zieglerová, Anežka Valterová, Marie Roreitnerová, Terezie Knottová, Johanna Karásková, Anna Podhorská, Jaroslav Rosenkranc, Rudolf Skála, Moric Prim, Václav Zatiranda, Jan Petrus, Jan Čermák
- Pan farář – Josef (Jan) Havelský
- Pan Franc ze zámku – Florentin Guolfinger ze Steinsberku
- Kantor – František Matějovský
- Hospodský – František Morda
- Dráb – Cyril Autrata
- Zvoník – Josef Velek
- Hosté, sousedé a sousedky, jejich děti
- Hudebníci
- Žebráci a žebračky

## Děj baletu
Svatba se koná na české vesnici na konci 18. století.

### 1. obraz – Příchod svatebčanů, svatební smlouva a požehnání rodičů
Z dálky zazní zvuky svatebního pochodu, vesničané vybíhají na náves, mládež běží vstříc svatebčanům. Přichází průvod, v jehož čele jsou hudebníci, za nimi ženich s tlampačem, družbové a družičky, ženichovi rodiče, sousedé, hosté, kantor s dětmi; všichni jsou svátečně vystrojeni. Přijdou k nevěstinu domu, jehož dveře jsou zavřené. Tlampač klepe, vyjdou nevěstini rodiče, vítají průvod a líbají se s rodiči ženicha. Tlampač vytahuje z kapsy svatební smlouvu, obě strany ji schvalují a podpisují. Chybí už jen nevěstin podpis – tlampač opět tluče na dveře, a když zaplatí ženám výkupné, jde pro nevěstu. Nejdříve však vyvádějí jedu ze starších žen, přestrojenou za hrbatou, žebravou babku. Ženich před ní se smíchem utíká. Tlampač jde nyní pro nevěstu sám a přivádí ji k podpisu smlouvy. Když se tak stane, bere nevěstu ženich za ruku a pokleká s ní na bílý šátek před rodiči, aby jim požehnali.

### 2. obraz – Šátek a kytka – Metáčky
První družička přináší ženichovi vyšívaný šáteček od nevěsty a připne mu kytku na klobouk; poté učiní totéž i svému družbovi. Ženich objímá svou vyvolenou při zvucích písně „Tentokrát jsi, má panenko, má!“, ale ta mu žertovně odpíravým posuňkem naznačuje, „že je ještě maminčina“. – První družička rozdává všem hostům rozmarýnové proutky, ozdobené pentlemi. Jiné družičky roznášejí mezi hosty „metáčky“ – koláče a cukrovinky. Družičky tančí kolo, pak připínají svým družbům na klobouk rozmarýn a dostanou za to políbení.

### 3. obraz – Cesta do kostela
Všichni se seřadí k průvodu do kostela. Vpředu jde hudba, za ní tlampač se svatebním praporcem. Průvod je samý výskot a smích, hosté rozhazují „metáčky“, děti se o ně perou, tu a tam se ozve výstřel – jen nevěsta pláče – o to víc se pak bude smát v manželství!

### 4. obraz – Oddavky
Svatební průvod vchází do kostela, před kostelem zůstávají žebráci a žebračky u chrámových dveří. Uvnitř kostela vykonává farář obřad; jakmile sváže snoubencům ruce štolou, všichni, kteří zůstali před kostelem, pokleknou. – Novomanželé vycházejí z chrámu; vínky z rozmarýnu jim má sejmout první družička, aby se brzy vdala, ale předběhne ji čtverák družba a zmocní se nevěstina věnečku.

### 5. obraz – Návrat z kostela, zastávka před hospodou – Tanec „korbel“
Během cesty z kostela k hospodě hudebníci opět vyhrávají. Družička se chce zmocnit věnečku, ale družba jej vydá až za hubičku. Také ženich líbá nevěstu při zaznění druhé části písničky „Už jsem tvoje, můj nejmilejší, už nejsem maminčina“. Před hospodou vítá průvod hospodský; podává ženichovi korbel, ten připíjí nevěstě, zatočí se s ní v kruhu, který kolem nich ostatní utvořili. Korbel pak putuje od jednoho k druhému, až se všichni napijí. Prázdný jej pak ženich vrací hospodskému zároveň s odměnou. Tančí se starobylý svatební tanec „korbel“, mezitím z nevěstina domu přinášejí stoly, židle a lavice pro svatební „trachtu“.

### 6. obraz – Hody u nevěsty
Všichni uctivě vítají stařičkého pana faráře a zámeckého pana France. Tlampač volá k hostině a uvádí svatebčany a hosty na jejich místa. Hostinu začíná tlampač žertem – vyjde z kuchyně se starou, nepotřebnou mísou, naplněnou řezankou; zakopne o práh, upadne a přitom mísu samozřejmě rozbije na kousky, Vše se směje. Před prvním chodem se pan farář spolu s ostatními pomodlí. Chodů je sedm, každý přivítá hudba tušem. Naposled jsou přineseny svatební koláče.
Tlampač ustrojí ze šátku dětskou figurku, položí ji do neciček a ukazuje všem „kloučka“. Všichni si „dítě“ prohlížejí a pak do neciček dávají peníze „na kolébku“. Vybrané peníze vysype tlampač pak i s „dítětem“ nevěstě do klína. První družička přichází s velkou mísou, v níž je růžová voda. Každý si ve vodě omočí prsty a přitom do ní upustí nějakou minci. Vybrané peníze přinese nejmladší chlapec hudebníkům.
Nakonec přichází tlampač se „stromem“, suchým keřem s třemi větvemi, zaraženým do veliké buchty. „Strom“ je plný lahůdek – perníku, cukrovinek, suchých švestek atp. Nevěsta stromkem zatřese, na její talíř spadne kolébka nebo děťátko, což opět vzbudí všeobecné veselí. Ostatní pak stromek oberou a dělí se o pamlsky. Pan farář po přípitku novomanželům odchází, tlampač odvádí svatebčany do hospody.

### 7. obraz – Zábava v hospodě – Uvádění nevěsty – „Plaček“ a národní tance
Hospodský vítá svatebčany, všichni usedají. Pan Franc se dvoří první družičce, která si z něj tropí žerty. Nevěstina matka přináší velký koláč „plaček“, první družička si jej posadí na hlavu a zatančí s ním sólo. Tlampač pak koláč rozkrájí a rozdá hostím. Rozproudí se veselá zábava, chasa se pustí i s ženichem a nevěstou do tance. Hudebníci jim hrají „kukavou“, „cvrčka“, „kominíčka“, „dupáka“.

### 8. obraz – Čepení a loučení se nevěsty
Ženy přinášejí nevěstě zlatý čepec, na tlampačovo znamení hraje hudba sousedskou, při níž se vykoná obřad čepení nevěsty. Nevěsta přitom naoko pláče a brání se, nechce se rozloučit se svobodným stavem. Pak přivedou dvě starší ženy nevěstu ženichovi, kterému zároveň předávají její věneček. Ženich zaň zaplatí a obejme nevěstu. Kolem šťastného párku víří kolo mládenců a družek. Poté se nevěsta loučí se svými rodiči a děkuje jim za vše, co pro ni učinili.

### 9. obraz – Odchod ženicha s nevěstou
Hudba hraje „Už je to uděláno, už je to hotovo“, pak přejde do svatebního pochodu. Odcházejícímu ženichovi s nevěstou přehradí dráb cestu nataženým provazem, ale ženich ho drábovou šavlí přetne a s nevěstou uteče.

### 10. obraz – Tance závěrečné: „skočná“, „umrlec“, „osmička“, „cibulička“ a „chytavá“
Chasa tančí, provádějí se různé bujné žerty a škádlení. Zamilovanému panu Francovi je nastrčena stará bába místo první družičky, uražený jemnostpán se rozzlobí a uteče. Taneční veselí svatbu uzavírá.

## Nahrávka
Nahrávka celého baletu dosud neexistuje. Předehru nahrál Plzeňský rozhlasový orchestr řízený Stanislavem Vaňkem; tato nahrávka dosud nebyla vydána.